# Serra de Pinyol
La Serra de Pinyol és una serra situada entre els municipis de Bellprat i Santa Maria de Miralles a la comarca de l'Anoia, amb una elevació màxima de 765 metres.